# رود آخی
رود آخی در تاجیکستان قرار دارد. این رودخانه در استان ولایت خودمختار بدخشان کوهستانی، در بخش مرکزی کشور، در ۲۵۰ کیلومتری شرق دوشنبه، پایتخت کشور واقع شده است. آخی بخشی از حوزه آبخیز دریای آرال است.